# Lucas Lauriente
Lucas Nahuel Lauriente (Buenos Aires, 24 de enero de 1992) es un comediante argentino conocido por su carrera de Stand up.

## Carrera

### Stand up
Se inició en la comedia y el Stand up en 2011.
Tuvo la oportunidad de presentarse en el Festival Ciudad Emergente, en Buenos Aires, tres veces de forma consecutiva (ediciones 2012, 2013 y 2014).
Formó parte del especial de comedia de Comedy Central de 2016 y del Festival Argentino de Stand Up realizado en Tecnópolis.
Junto al comediante Luciano Mellera han presentado el show de Stand up a dúo, Mellera Lauriente, con el cual colmaron el Estadio Luna Park con una convocatoria de más de cinco mil espectadores, lo que supuso un hito para el desarrollo del género en el país.
En 2017, la dupla realizó una gira por el interior del país, logrando así llevar su show a más de diez mil espectadores. La gira concluyó en el Teatro Ópera Orbis de Buenos Aires.

### Netflix
En 2018 se estrenó su especial de comedia original de Netflix, Todo lo que sería.

### Obras de teatro
Junto a Luciano Mellera protagoniza la obra de teatro Quédate conmigo, Lucas, escrita por Hernán Casciari.

### Podcasts
En febrero de 2020 inicia un podcast junto al comediante venezolano Nanutria llamado Tercermundistas. Actualmente es uno de los cuatro integrantes de Aislados, El Podcast, junto a  Nicolás de Tracy, Luciano Mellera y Nanutria, donde hablan de sus vidas cotidianas y temas aleatorios con un toque de humor.